# Check Point Kreuzberg - Live at SO36 - Berlin
Check Point Kreuzberg - Live At SO36 - Berlin è il secondo album dal vivo della Banda Bassotti, uscito il 25 aprile 2010, a 9 anni di distanza dal primo live Un altro giorno d'amore (2001). È stato registrato durante un concerto all'SO36 di Berlino il 5 dicembre 2009. Al concerto hanno partecipato vari artisti: O'Zulù dei 99 Posse, Cisco, ex componente dei Modena City Ramblers, Juanra dei KOP e Rude.

## Tracce

### Disco 1
1. Intro - 1:52
2. È solo un sogno - 3:25
3. Figli di... - 3:26
4. Cuore malato - 2:55
5. Amore e odio - 3:17
6. Avanzo de cantiere - 5:09
7. Insciallah mi amor - 3:20
8. Coccodè - 3:36
9. Il palazzo d'inverno - 3:21
10. Carabina 30/30 - 3:55
11. Er ciccione / Cararo sindaco - 2:30
12. Nicaragua Nicaraguita - 0:54
13. Que Linda Es Cuba/Cuba Si Yankee No - 3:28
14. Revolution Rock – 04:07
15. L'altra faccia dell'impero - 2:19
16. Piazza Fontana (Luna rossa) - 4:25
17. Zu Atrapatu Arte - 2:04 (feat. Juan "KOP")
18. Juri Gagarin - 4:17

### Disco 2
1. Avanti popolo - 0:36
2. All Are Equal For The Law - 2:29
3. If The Kids Are United - 0:44
4. Beat-Ska-Oi! - 2:36
5. Amo la mia città - 1:39
6. Damigella della notte - 1:16
7. Arbetloser Marsch - 1:55
8. Barboni - 1:23
9. Potere al popolo - 1:10
10. La ballata della sanguisuga - 1:24
11. Figli della stessa rabbia - 3:02
12. Famiglia cristiana - 2:38
13. Ska Against Racism / Giunti Tubi Palanche Ska - 4:42
14. Guns Of Brixton /....Berlin....City.... - 2:34 (feat. Rude)
15. Odio / Rappresaglia - 5:10 (feat. O'Zulù)
16. Curre curre guagliò - 7:19 (feat. O'Zulù)
17. Rigurgito antifascista - 4:30 (feat. O'Zulù)
18. Stalingrado - 2:50
19. Polioucka Polie - 00:58
20. Mockba 993 - 1:50
21. Bella ciao - 3:38 (feat. O'Zulù, Cisco, Rude, Juan "KOP")

## Formazione
- Angelo "Sigaro" Conti – chitarra, voce
- Gian Paolo "Picchio" Picchiami – voce
- Fabio "Scopa" Santarelli – chitarra e cori
- Giancarlo Mura – batteria
- Michele Frontino – basso
- Francesco "Sandokan" Antonozzi – trombone, voce
- Stefano Cecchi – tromba
- Sandro Travarelli – tromba
- Maurizio Gregori – sax
- David Cacchione – manager
- Luca Fornasier – road manager, booking